# Bown (motorfietsmerk)
Bown is de naam van twee Britse historische merken van motorfietsen.

## Bown (Birmingham)

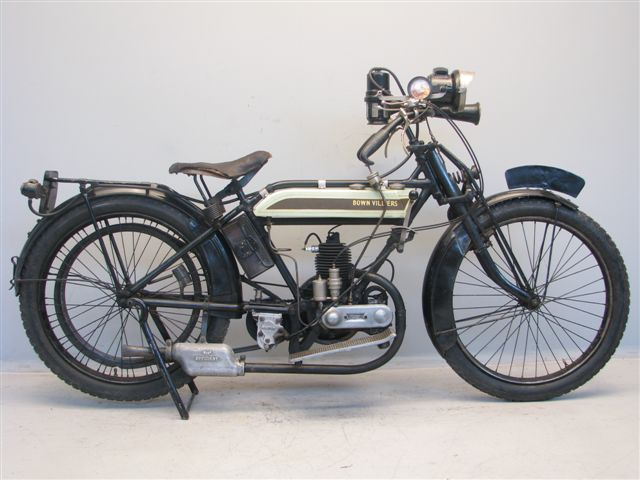
Bown uit 1920 met een 269 cc Villiers tweetaktmotor

De bedrijfsnaam was: Bown Mfg. Co. Ltd., Aeolus Works, later Bown Ltd., Aeolus Works, Birmingham.
Voor de Eerste Wereldoorlog werden de Bown-motorfietsen onder de merknaam "Aeolus" uitgebracht. Vanaf 1922 werden onder de naam Bown motorfietsen met 147- en 269cc-Villiers- en 248- en 348cc-JAP- en Blackburne-motoren verkocht. De firma sloot in 1924 de poorten in Birmingham, verhuisde naar Londen en ging fietsen maken. In 1947 ging men echter onder de naam Aberdale autocycles produceren. Deze productie werd in 1949 gestaakt om in 1950 weer onder de naam Bown te worden hervat. Zie ook Aeolus, Aberdale en Bown (Tonypandy).

## Bown (Tonypandy)
De bedrijfsnaam was: Bown Cycle Co. Ltd., Tonypandy, Glamorganshire.
Bown nam in 1950 de productie van de Aberdale-motorfietsen weer over en maakte lichte motorfietsen en autocycles met 98- en 123cc-Villiers-blok. Rond 1955 werden 49cc-machientjes met Sachs-blok gemaakt, die in Duitsland door de Triumph Werke Nürnberg werd verkocht. De productie eindigde in 1958.